# Ingrid Pinét
Ingrid Pinnen Pinét, född 6 mars 1964, är en inte längre aktiv svensk handbollsmålvakt som spelade för Tyresö IF och svenska damlandslaget.

## Klubblagskarriär
Ingrid Pinét spelade hela sin klubbkarriär för Tyresö HF. Tyresö HF vann svenska mästerskapet i handboll för damer tre år på rad 1987, 1988 och 1989. Säsongen 1985-1986 utsågs Pinet till Årets handbollsspelare i Sverige. Hon presenterades i handbollboken 1986-1987 av Håcan Mellander. 1986 vann Tyresö serien men förlorade finalen mot Irsta HF så det blev först 1987 som Tyresö vann SM-guld. Men då är inte Ingrid Pinet med i mästaruppställningen enligt handbollboken. Hon finns däremot med i uppställningen 1988 och 1989. Ingrid Pinet hade flera skador under dessa år och det bidrog nog till att hennes karriär slutade i förtid.

## Landslagskarriär
Pinéts landslagskarriär började i ungdomslandslagen där hon spelade fyra år 1980-1983. Hon debuterade i U-17 landslaget mot Danmark den 11 april 1980 i en segermatch med 14-11. Hon spelade  bara två landskamper 1980 men sedan blev det flera totalt 27. Hennes sista landskamper i ungdomslandslaget var med U-20 laget i VM 1983 i Frankrike då Sverige förlorade matchen om femte plats till Bulgarien. Hon gjorde ett mål i ungdomslandslagen.
Ingrid Pinét spelade 45 A-landskamper, enligt både ny och gammal statistik, åren 1982 till 1988. Hon är Stor flicka trots sina bara 45 landskamper, men 40 räckte vid denna tid. Hon spelade B-VM 1983 och 1985, då Sverige flyttades ned till C-VM som spelades 1986. Det var alltså ett svenskt landslag långt från världseliten hon spelade i. Sista landskampen spelade hon den 3 april 1988 i Spanien i en förlustmatch mot Nederländernamed 14-19.

## Privatliv
Ingrid Pinet bor sedan flera år i Indonesien där hon driver Sadati Home Stay, Batukaras. Hon driver uthyrning av rum i ett vandrarhemsliknande rörelse..